# Inčchon
Inčchon (anglicky Incheon, hangulem 인천광역시, znaky 仁川廣域市, přepisem Inčchon Kwangjokši; dříve Čemulpcho, anglicky Jemulpo, korejsky 제물포, 濟物浦) je metropolitní město a významný jihokorejský námořní přístav. Leží na západním pobřeží Korejského poloostrova, nedaleko hlavního města Soulu. Žije zde přibližně 2,94 milionu obyvatel a je tak třetím největším městem Korejské republiky.
Protože je Inčchon metropolitní město, nepatří do žádné provincie. K jeho území patří mnoho ostrovů ve Žlutém moři, mezi ty největší patří ostrov Kanghwa a ostrov Čung, na kterém se nachází mezinárodní letiště Inčchon, které je největším mezinárodním letištěm v Jižní Koreji a má přímou linkou do Prahy. Z ostrova Čung vede most do centra města. Ve městě existuje metro, které je napojeno na metro v Soulu. Město vzhledem ke své čtyřicetikilometrové vzdálenosti od metropole plní funkci obytného předměstí Soulu.

## Sport
V roce 2014 se zde konaly 17. asijské hry.

## Partnerská města
- Anchorage, Spojené státy americké
- Burbank, Spojené státy americké
- Caloocan, Filipíny
- Curych, Švýcarsko
- Filadelfie, Spojené státy americké
- Honolulu, Spojené státy americké
- Jekatěrinburg, Rusko
- Kalkata, Indie
- Kitakjúšú, Japonsko
- Kóbe, Japonsko
- Manila, Filipíny
- Ta-lien, Čína
- Tel Aviv, Izrael
- Tchien-ťin, Čína